# Маркшейдерський глибиномір

Маркшейдерський глибиномір (рос. маркшейдерский глубиномер, англ. surveyor`s depth gage, нім. markscheiderischer Tiefenmesser m) — дротяний далекомір, пристосований або спеціально сконструйований для вимірювання глибини шахтних стволів.